# Première circonscription du Doubs
La première circonscription du Doubs est l'une des cinq circonscriptions législatives françaises que compte le département du Doubs (25) situé en région Franche-Comté. 

## Description géographique et démographique

### De 1958 à 1986
Il n'y avait que trois circonscriptions dans le département.
La première circonscription était composée de :
- Canton d'Audeux
- Canton de Besançon-Nord
- Canton de Besançon-Sud
- Canton de Boussières
- Canton de Marchaux
- Canton d'Ornans
- Canton de Quingey
- Canton de Roulans

(Réf. Journal Officiel du 13-14 Octobre 1958).

### Depuis 1988
La première circonscription du Doubs est délimitée par le découpage électoral de la loi no 86-1197 du 24 novembre 1986
, elle regroupe les anciennes divisions administratives suivantes :
- Canton d'Audeux,
- Canton de Besançon-Nord-Ouest,
- Canton de Besançon-Ouest,
- Canton de Besançon-Planoise,
- Canton de Boussières,
- Canton de Quingey.

Pour les élections législatives de juin 2017, c'est cette composition qui fait référence, bien que le nombre et le périmètre des cantons ont changé depuis 2014.
D'après le recensement général de la population en 1999, réalisé par l'Institut national de la statistique et des études économiques (INSEE), la population totale de cette circonscription est estimée à 108193 habitants, ce qui fait que la circonscription est sous-représentée par rapport à la moyenne nationale (voir la carte de représentativité des circonscriptions législatives françaises), la représentativité théorique par circonscription étant de 105 600 habitants.

## Historique des députations
| Législature | Début de mandat | Fin de mandat  | Député               | Parti politique | Observations                                                                           |
| ----------- | --------------- | -------------- | -------------------- | --------------- | -------------------------------------------------------------------------------------- |
| IXe         | 23 juin 1988    | 1er avril 1993 | Robert Schwint       | PS              |                                                                                        |
| Xe          | 2 avril 1993    | 21 avril 1997  | Claude Girard        | RPR             | Mandat écourté à la suite d'une dissolution parlementaire décidée par Jacques Chirac.  |
| XIe         | 12 juin 1997    | 18 juin 2002   | Jean-Louis Fousseret | PS              |                                                                                        |
| XIIe        | 19 juin 2002    | 19 juin 2007   | Claude Girard,       | UMP,            | En raison de son décès le 27 mars 2004, remplacé par Françoise Branget                 |
| XIIIe       | 20 juin 2007    | 19 juin 2012   | Françoise Branget    | UMP             |                                                                                        |
| XIVe        | 20 juin 2012    | 20 juin 2017   | Barbara Romagnan     | PS              |                                                                                        |
| XVe         | 21 juin 2017    | 21 juin 2022   | Fannette Charvier    | LREM            |                                                                                        |
| XVIe        | 22 juin 2022    | 9 juin 2024    | Laurent Croizier     | MoDem-Ensemble  | Mandat écourté à la suite d'une dissolution parlementaire décidée par Emmanuel Macron. |
| XVIIe       | 8 juillet 2024  | En cours       | Laurent Croizier     | MoDem-Ensemble  |                                                                                        |

## Historique des élections

### Élections de 1958
| Candidat       | Candidat            | Parti          | Premier tour | Premier tour | Second tour | Second tour |  |
| Candidat       | Candidat            | Parti          | Voix         | %            | Voix        | %           |  |
| -------------- | ------------------- | -------------- | ------------ | ------------ | ----------- | ----------- |  |
|                | Jean Minjoz         | SFIO           | 18 095       | 33,4         | 23 236      | 41,6        |  |
|                | Jacques Weinman élu | UNR            | 15 131       | 27,93        | 29 605      | 53          |  |
|                | Auguste Joubert     | CNIP           | 7 469        | 13,78        | Retrait     | Retrait     |  |
|                | Roger Loriod        | MRP            | 5 223        | 9,64         | Retrait     | Retrait     |  |
|                | Georges Carmille    | Radsoc         | 4 093        | 7,55         | Retrait     | Retrait     |  |
|                | Marcelle Mathiot    | PCF            | 3 772        | 6,96         | 3 018       | 5,4         |  |
|                | Lucien Deleule      | Divers         | 401          | 0,74         |             |             |  |
|                |                     |                |              |              |             |             |  |
| Inscrits       | Inscrits            | Inscrits       | 71 076       | 100,00       | 71 066      | 100,00      |  |
| Abstentions    | Abstentions         | Abstentions    | 15 889       | 22,35        | 14 463      | 20,35       |  |
| Votants        | Votants             | Votants        | 55 187       | 77,65        | 56 603      | 79,65       |  |
| Blancs et nuls | Blancs et nuls      | Blancs et nuls | 1 003        | 1,82         | 744         | 1,31        |  |
| Exprimés       | Exprimés            | Exprimés       | 54 184       | 98,18        | 55 859      | 98,69       |  |

Le suppléant de Jacques Weinman était Eugène Pouet, agriculteur, maire d'Arcier.

### Élections de 1962
| Candidat       | Candidat                      | Parti          | Premier tour | Premier tour | Second tour | Second tour |  |
| Candidat       | Candidat                      | Parti          | Voix         | %            | Voix        | %           |  |
| -------------- | ----------------------------- | -------------- | ------------ | ------------ | ----------- | ----------- |  |
|                | Jacques Weinman sortant réélu | UNR-UDT        | 23 189       | 44,83        | 29 309      | 52,23       |  |
|                | Jean Minjoz                   | SFIO           | 19 374       | 37,46        | 26 805      | 47,77       |  |
|                | André Vagneron                | PCF            | 3 571        | 6,9          | Retrait     | Retrait     |  |
|                | André Regani                  | MRP            | 3 410        | 6,59         | Retrait     | Retrait     |  |
|                | Jean Raguenet                 | Radsoc         | 2 181        | 4,22         |             |             |  |
|                |                               |                |              |              |             |             |  |
| Inscrits       | Inscrits                      | Inscrits       | 75 485       | 100,00       | 75 484      | 100,00      |  |
| Abstentions    | Abstentions                   | Abstentions    | 22 745       | 30,13        | 18 214      | 24,13       |  |
| Votants        | Votants                       | Votants        | 52 740       | 69,87        | 57 270      | 75,87       |  |
| Blancs et nuls | Blancs et nuls                | Blancs et nuls | 1 015        | 1,92         | 1 156       | 2,02        |  |
| Exprimés       | Exprimés                      | Exprimés       | 51 725       | 98,08        | 56 114      | 97,98       |  |

Le suppléant de Jacques Weinman était Eugène Pouet.

### Élections de 1967
| Candidat       | Candidat                      | Parti          | Premier tour | Premier tour | Second tour | Second tour |  |
| Candidat       | Candidat                      | Parti          | Voix         | %            | Voix        | %           |  |
| -------------- | ----------------------------- | -------------- | ------------ | ------------ | ----------- | ----------- |  |
|                | Jacques Weinman sortant réélu | UD-Ve          | 31 279       | 49,55        | 36 085      | 57,23       |  |
|                | Raymond Vauthier              | FGDS (SFIO)    | 15 710       | 24,89        | 26 973      | 42,77       |  |
|                | André Vagneron                | PCF            | 8 492        | 13,45        | Retrait     | Retrait     |  |
|                | Jean-François Pernot          | CD (PDM)       | 7 645        | 12,11        |             |             |  |
|                |                               |                |              |              |             |             |  |
| Inscrits       | Inscrits                      | Inscrits       | 82 326       | 100,00       | 82 318      | 100,00      |  |
| Abstentions    | Abstentions                   | Abstentions    | 17 801       | 21,62        | 17 537      | 21,3        |  |
| Votants        | Votants                       | Votants        | 64 525       | 78,38        | 64 781      | 78,7        |  |
| Blancs et nuls | Blancs et nuls                | Blancs et nuls | 1 399        | 2,17         | 1 723       | 2,66        |  |
| Exprimés       | Exprimés                      | Exprimés       | 63 126       | 97,83        | 63 058      | 97,34       |  |

Le suppléant de Jacques Weinman était Eugène Pouet.

### Élections de 1968
|                | Jacques Weinman sortant réélu | UDR (URP)      | 35 439 | 54,83  |  |  |  |
|                | Raymond Vauthier              | FGDS (SFIO)    | 10 182 | 15,75  |  |  |  |
|                | Jean-François Pernot          | CD (PDM)       | 8 576  | 13,27  |  |  |  |
|                | André Vagneron                | PCF            | 6 747  | 10,44  |  |  |  |
|                | Claude Joecker                | PSU            | 3 685  | 5,7    |  |  |  |
|                |                               |                |        |        |  |  |  |
| Inscrits       | Inscrits                      | Inscrits       | 82 203 | 100,00 |  |  |  |
| Abstentions    | Abstentions                   | Abstentions    | 16 886 | 20,54  |  |  |  |
| Votants        | Votants                       | Votants        | 65 317 | 79,46  |  |  |  |
| Blancs et nuls | Blancs et nuls                | Blancs et nuls | 688    | 1,05   |  |  |  |
| Exprimés       | Exprimés                      | Exprimés       | 64 629 | 98,95  |  |  |  |

Le suppléant de Jacques Weinman était Eugène Pouet.

### Élections de 1973
| Candidat       | Candidat                      | Parti          | Premier tour | Premier tour | Second tour | Second tour |  |
| Candidat       | Candidat                      | Parti          | Voix         | %            | Voix        | %           |  |
| -------------- | ----------------------------- | -------------- | ------------ | ------------ | ----------- | ----------- |  |
|                | Jacques Weinman sortant réélu | UDR (URP)      | 28 764       | 41           | 36 411      | 50,35       |  |
|                | Joseph Pinard                 | PS (UGSD)      | 17 638       | 25,14        | 35 902      | 49,65       |  |
|                | Serge Mathieu                 | MR             | 10 254       | 14,62        | Retrait     | Retrait     |  |
|                | André Vagneron                | PCF            | 8 919        | 12,71        |             |             |  |
|                | Charles Piaget                | PSU            | 3 321        | 4,73         |             |             |  |
|                | Jean-Pierre Lecesne           | LO             | 1 260        | 1,8          |             |             |  |
|                |                               |                |              |              |             |             |  |
| Inscrits       | Inscrits                      | Inscrits       | 90 455       | 100,00       | 90 455      | 100,00      |  |
| Abstentions    | Abstentions                   | Abstentions    | 18 879       | 20,87        | 16 311      | 18,03       |  |
| Votants        | Votants                       | Votants        | 71 576       | 79,13        | 74 144      | 81,97       |  |
| Blancs et nuls | Blancs et nuls                | Blancs et nuls | 1 420        | 1,98         | 1 831       | 2,47        |  |
| Exprimés       | Exprimés                      | Exprimés       | 70 156       | 98,02        | 72 313      | 97,53       |  |

Le suppléant de Jacques Weinman était Georges Bolard, Professeur agrégé des Facultés de Droit et de Sciences économiques, maire de Vernierfontaine. Georges Bolard remplaça Jacques Weinman après son décès, du 8 mai 1977 au 2 avril 1978.

### Élections de 1978
| Candidat       | Candidat             | Parti          | Premier tour | Premier tour | Second tour | Second tour |  |
| Candidat       | Candidat             | Parti          | Voix         | %            | Voix        | %           |  |
| -------------- | -------------------- | -------------- | ------------ | ------------ | ----------- | ----------- |  |
|                | Joseph Pinard        | PS             | 27 000       | 30,6         | 45 356      | 49,34       |  |
|                | Raymond Tourrain élu | RPR            | 24 305       | 27,55        | 46 564      | 50,66       |  |
|                | Michel Bittard       | UDF (PR)       | 19 304       | 21,88        | Retrait     | Retrait     |  |
|                | André Vagneron       | PCF            | 11 174       | 12,66        |             |             |  |
|                | Charles Piaget       | PSU (FA)       | 2 696        | 3,06         |             |             |  |
|                | Martine Bultot       | LCR            | 1 183        | 1,34         |             |             |  |
|                | Marie-France Roche   | LO             | 1 129        | 1,28         |             |             |  |
|                | Luc-Marie Jungo      | PSD            | 944          | 1,07         |             |             |  |
|                | Michel Didier        | FN             | 288          | 0,33         |             |             |  |
|                | Jacques Roy          | UOPDP          | 207          | 0,23         |             |             |  |
|                |                      |                |              |              |             |             |  |
| Inscrits       | Inscrits             | Inscrits       | 108 238      | 100,00       | 108 198     | 100,00      |  |
| Abstentions    | Abstentions          | Abstentions    | 18 245       | 16,86        | 14 736      | 13,62       |  |
| Votants        | Votants              | Votants        | 89 993       | 83,14        | 93 462      | 86,38       |  |
| Blancs et nuls | Blancs et nuls       | Blancs et nuls | 1 763        | 1,96         | 1 542       | 1,65        |  |
| Exprimés       | Exprimés             | Exprimés       | 88 230       | 98,04        | 91 920      | 98,35       |  |

Le suppléant de Raymond Tourrain était Gilbert Brenet, Professeur de fromagerie et directeur honoraire de l'École nationale d'industries laitières, maire de Mamirolle.

### Élections de 1981
| Candidat       | Candidat                 | Parti          | Premier tour | Premier tour | Second tour | Second tour |  |
| Candidat       | Candidat                 | Parti          | Voix         | %            | Voix        | %           |  |
| -------------- | ------------------------ | -------------- | ------------ | ------------ | ----------- | ----------- |  |
|                | Joseph Pinard élu        | PS             | 32 199       | 42,15        | 47 799      | 55,33       |  |
|                | Raymond Tourrain sortant | RPR (UNM)      | 30 765       | 40,27        | 38 587      | 44,67       |  |
|                | Martial Bourquin         | PCF            | 4 975        | 6,51         |             |             |  |
|                | Timothée Franck          | Divers droite  | 2 718        | 3,56         |             |             |  |
|                | Christian Taillard       | MÉP            | 2 699        | 3,53         |             |             |  |
|                | Jean-Richard Sulzer      | UDF (Rad)      | 973          | 1,27         |             |             |  |
|                | Madeleine Laude          | PSU            | 898          | 1,18         |             |             |  |
|                | Martine Bultot           | CCA            | 616          | 0,81         |             |             |  |
|                | Nicole Friess            | LO             | 545          | 0,71         |             |             |  |
|                |                          |                |              |              |             |             |  |
| Inscrits       | Inscrits                 | Inscrits       | 113 680      | 100,00       | 113 645     | 100,00      |  |
| Abstentions    | Abstentions              | Abstentions    | 36 532       | 32,14        | 26 019      | 22,89       |  |
| Votants        | Votants                  | Votants        | 77 148       | 67,86        | 87 626      | 77,11       |  |
| Blancs et nuls | Blancs et nuls           | Blancs et nuls | 760          | 0,99         | 1 240       | 1,42        |  |
| Exprimés       | Exprimés                 | Exprimés       | 76 388       | 99,01        | 86 386      | 98,58       |  |

La suppléante de Joseph Pinard était Geneviève Vacheret, adjointe au maire de Chemaudin.

### Élections de 1988
| Candidat       | Candidat              | Parti          | Premier tour | Premier tour | Second tour | Second tour |  |
| Candidat       | Candidat              | Parti          | Voix         | %            | Voix        | %           |  |
| -------------- | --------------------- | -------------- | ------------ | ------------ | ----------- | ----------- |  |
|                | Robert Schwint élu    | PS             | 15 268       | 42,11        | 21 944      | 54,64       |  |
|                | Claude Girard         | RPR (URC)      | 7 982        | 22,01        | 18 217      | 45,36       |  |
|                | Jean-François Humbert | UDF (PR)       | 4 973        | 13,71        |             |             |  |
|                | René Mars             | FN             | 4 373        | 12,06        |             |             |  |
|                | Martine Bultot        | Extrême gauche | 1 943        | 5,36         |             |             |  |
|                | Gilbert Carrez        | PCF            | 1 722        | 4,75         |             |             |  |
|                |                       |                |              |              |             |             |  |
| Inscrits       | Inscrits              | Inscrits       | 55 836       | 100,00       | 55 826      | 100,00      |  |
| Abstentions    | Abstentions           | Abstentions    | 18 920       | 33,88        | 14 627      | 26,2        |  |
| Votants        | Votants               | Votants        | 36 916       | 66,12        | 41 199      | 73,8        |  |
| Blancs et nuls | Blancs et nuls        | Blancs et nuls | 655          | 1,77         | 1 038       | 2,52        |  |
| Exprimés       | Exprimés              | Exprimés       | 36 261       | 98,23        | 40 161      | 97,48       |  |

Le suppléant de Robert Schwint était Bernard Porteret, maire de Buffard.

### Élections de 1993
| Candidat       | Candidat               | Parti                      | Premier tour | Premier tour | Second tour | Second tour |  |
| Candidat       | Candidat               | Parti                      | Voix         | %            | Voix        | %           |  |
| -------------- | ---------------------- | -------------------------- | ------------ | ------------ | ----------- | ----------- |  |
|                | Claude Girard élu      | RPR (UPF)                  | 16 151       | 40,87        | 22 514      | 54,36       |  |
|                | Robert Schwint sortant | PS (ADFP)                  | 9 722        | 24,6         | 18 901      | 45,64       |  |
|                | Robert Sennerich       | FN                         | 4 631        | 11,72        |             |             |  |
|                | Bruno Legeard          | Les Verts (EÉ)             | 3 193        | 8,08         |             |             |  |
|                | Martine Bultot         | SÉGA                       | 2 118        | 5,36         |             |             |  |
|                | Jean-Pierre Adami      | PCF                        | 1 376        | 3,48         |             |             |  |
|                | René Leroux            | LT-LNÉ                     | 1 023        | 2,59         |             |             |  |
|                | Nicole Friess          | LO                         | 696          | 1,76         |             |             |  |
|                | Jean-Pierre Plaza      | Divers droite              | 410          | 1,04         |             |             |  |
|                | Jean Fortunet          | PLN                        | 171          | 0,43         |             |             |  |
|                | Pierrette Honnin       | Divers gauche (Maj. prés.) | 31           | 0,08         |             |             |  |
|                |                        |                            |              |              |             |             |  |
| Inscrits       | Inscrits               | Inscrits                   | 58 977       | 100,00       | 58 969      | 100,00      |  |
| Abstentions    | Abstentions            | Abstentions                | 17 181       | 29,13        | 14 603      | 24,76       |  |
| Votants        | Votants                | Votants                    | 41 796       | 70,87        | 44 366      | 75,24       |  |
| Blancs et nuls | Blancs et nuls         | Blancs et nuls             | 2 274        | 5,44         | 2 951       | 6,65        |  |
| Exprimés       | Exprimés               | Exprimés                   | 39 522       | 94,56        | 41 415      | 93,35       |  |

Le suppléant de Claude Girard était Hervé Tabournot, conseiller municipal de Besançon.

### Élections de 1997
| Candidat       | Candidat                 | Parti          | Premier tour | Premier tour | Second tour | Second tour |  |
| Candidat       | Candidat                 | Parti          | Voix         | %            | Voix        | %           |  |
| -------------- | ------------------------ | -------------- | ------------ | ------------ | ----------- | ----------- |  |
|                | Claude Girard sortant    | RPR            | 12 485       | 30,96        | 20 242      | 46,74       |  |
|                | Jean-Louis Fousseret élu | PS             | 11 557       | 28,66        | 23 067      | 53,26       |  |
|                | Robert Sennerich         | FN             | 6 533        | 16,2         |             |             |  |
|                | Martine Bultot           | AREV           | 2 141        | 5,31         |             |             |  |
|                | Michel Boucly            | Les Verts      | 2 051        | 5,09         |             |             |  |
|                | Annie Ménétrier          | PCF            | 1 819        | 4,51         |             |             |  |
|                | Nicole Friess            | LO             | 1 153        | 2,86         |             |             |  |
|                | Francis Vuillemin        | LDI (MPF)      | 1 147        | 2,84         |             |             |  |
|                | Philippe Binder          | MÉI            | 668          | 1,66         |             |             |  |
|                | Martial Côte-Colisson    | Divers         | 516          | 1,28         |             |             |  |
|                | Marie-Rose Boyer         | PT             | 257          | 0,64         |             |             |  |
|                |                          |                |              |              |             |             |  |
| Inscrits       | Inscrits                 | Inscrits       | 60 583       | 100,00       | 60 577      | 100,00      |  |
| Abstentions    | Abstentions              | Abstentions    | 18 122       | 29,91        | 14 520      | 23,97       |  |
| Votants        | Votants                  | Votants        | 42 461       | 70,09        | 46 057      | 76,03       |  |
| Blancs et nuls | Blancs et nuls           | Blancs et nuls | 2 134        | 5,03         | 2 748       | 5,97        |  |
| Exprimés       | Exprimés                 | Exprimés       | 40 327       | 94,97        | 43 309      | 94,03       |  |

La suppléante de Jean-Louis Fousseret était Geneviève Vacheret, maire de Chemaudin.

### Élections de 2002
| Candidat       | Candidat                     | Parti            | Premier tour | Premier tour | Second tour | Second tour |  |
| Candidat       | Candidat                     | Parti            | Voix         | %            | Voix        | %           |  |
| -------------- | ---------------------------- | ---------------- | ------------ | ------------ | ----------- | ----------- |  |
|                | Claude Girard élu            | UMP              | 16 881       | 39,17        | 20 730      | 52,2        |  |
|                | Jean-Louis Fousseret sortant | PS               | 14 776       | 34,28        | 18 980      | 47,8        |  |
|                | Robert Sennerich             | FN               | 4 978        | 11,55        |             |             |  |
|                | Claude Mercier               | Les Verts        | 1 914        | 4,44         |             |             |  |
|                | Annie Ménétrier              | PCF              | 790          | 1,83         |             |             |  |
|                | Christiane Vulvert           | Pôle républicain | 682          | 1,58         |             |             |  |
|                | Nicole Friess                | LO               | 543          | 1,26         |             |             |  |
|                | Jean-Noël Fleury             | RPF              | 485          | 1,13         |             |             |  |
|                | Claire Casenove              | MPF              | 370          | 0,86         |             |             |  |
|                | Martine Lionnet              | MÉI              | 359          | 0,83         |             |             |  |
|                | Agnès Belin                  | MNR              | 346          | 0,8          |             |             |  |
|                | Bruno Hytier                 | CPNT             | 325          | 0,75         |             |             |  |
|                | Marie-Rose Boyer             | PT               | 225          | 0,52         |             |             |  |
|                | Martial Côte-Colisson        | Divers           | 217          | 0,5          |             |             |  |
|                | Christophe Roblin            | GÉ               | 211          | 0,49         |             |             |  |
|                |                              |                  |              |              |             |             |  |
| Inscrits       | Inscrits                     | Inscrits         | 65 445       | 100,00       | 65 446      | 100,00      |  |
| Abstentions    | Abstentions                  | Abstentions      | 21 404       | 32,71        | 23 834      | 36,42       |  |
| Votants        | Votants                      | Votants          | 44 041       | 67,29        | 41 612      | 63,58       |  |
| Blancs et nuls | Blancs et nuls               | Blancs et nuls   | 939          | 2,13         | 1 902       | 4,57        |  |
| Exprimés       | Exprimés                     | Exprimés         | 43 102       | 97,87        | 39 710      | 95,43       |  |

La suppléante de Claude Girard était Françoise Branget, conseillère municipale de Besançon. Françoise Branget remplaça Claude Girard, décédé, du 30 mars 2004 au 19 juin 2007.

### Élections de 2007
| Candidat       | Candidat                          | Parti          | Premier tour | Premier tour | Second tour | Second tour |  |
| Candidat       | Candidat                          | Parti          | Voix         | %            | Voix        | %           |  |
| -------------- | --------------------------------- | -------------- | ------------ | ------------ | ----------- | ----------- |  |
|                | Françoise Branget sortante réélue | UMP            | 18 420       | 43,22        | 21 672      | 50,15       |  |
|                | Barbara Romagnan                  | PS             | 12 645       | 29,67        | 21 546      | 49,85       |  |
|                | Philippe Gonon                    | UDF–MoDem      | 2 927        | 6,87         |             |             |  |
|                | Alain Dudret                      | FN             | 1 842        | 4,32         |             |             |  |
|                | Claude Mercier                    | Les Verts      | 1 783        | 4,18         |             |             |  |
|                | Christophe Lime                   | PCF            | 1 337        | 3,14         |             |             |  |
|                | Norbert Nusbaum                   | LCR            | 1 013        | 2,38         |             |             |  |
|                | Nathalie Chevassu                 | MÉI            | 536          | 1,26         |             |             |  |
|                | Fabienne De Rycke                 | MPF            | 500          | 1,17         |             |             |  |
|                | Nicole Friess                     | LO             | 409          | 0,96         |             |             |  |
|                | Catherine Billod                  | Divers         | 340          | 0,8          |             |             |  |
|                | Samia Jaber                       | MRC            | 321          | 0,75         |             |             |  |
|                | Raymond Villerot                  | MNR            | 208          | 0,49         |             |             |  |
|                | Hervé Drouot                      | Divers         | 169          | 0,4          |             |             |  |
|                | Jean-Pierre Plaza                 | Divers         | 166          | 0,39         |             |             |  |
|                |                                   |                |              |              |             |             |  |
| Inscrits       | Inscrits                          | Inscrits       | 71 436       | 100,00       | 71 436      | 100,00      |  |
| Abstentions    | Abstentions                       | Abstentions    | 28 147       | 39,4         | 27 216      | 38,1        |  |
| Votants        | Votants                           | Votants        | 43 289       | 60,6         | 44 220      | 61,9        |  |
| Blancs et nuls | Blancs et nuls                    | Blancs et nuls | 673          | 1,55         | 1 002       | 2,27        |  |
| Exprimés       | Exprimés                          | Exprimés       | 42 616       | 98,45        | 43 218      | 97,73       |  |

### Élections de 2012
| Candidat       | Candidat                   | Parti          | Premier tour | Premier tour | Second tour | Second tour |  |
| Candidat       | Candidat                   | Parti          | Voix         | %            | Voix        | %           |  |
| -------------- | -------------------------- | -------------- | ------------ | ------------ | ----------- | ----------- |  |
|                | Barbara Romagnan élue      | PS (EÉLV)      | 16 960       | 39,42        | 22 923      | 54,74       |  |
|                | Françoise Branget sortante | UMP            | 14 044       | 32,64        | 18 963      | 45,27       |  |
|                | Robert Sennerich           | RBM (FN)       | 5 298        | 12,31        |             |             |  |
|                | Emmanuel Girod             | FG (PG)        | 3 145        | 7,31         |             |             |  |
|                | Julie Baverel              | CpF (MoDem)    | 1 019        | 2,37         |             |             |  |
|                | Mireille Péquignot         | NC             | 713          | 1,66         |             |             |  |
|                | Camille Waechter           | MÉI            | 469          | 1,09         |             |             |  |
|                | Catherine Billod           | AÉI            | 440          | 1,02         |             |             |  |
|                | Nicole Friess              | LO             | 319          | 0,74         |             |             |  |
|                | Hervé Drouot               | MOC            | 208          | 0,48         |             |             |  |
|                | Patrick Thielley           | Divers         | 190          | 0,44         |             |             |  |
|                | Bernard Serafinowski       | NPA            | 156          | 0,36         |             |             |  |
|                | Daniel Duchêne             | Divers         | 61           | 0,14         |             |             |  |
|                |                            |                |              |              |             |             |  |
| Inscrits       | Inscrits                   | Inscrits       | 73 025       | 100,00       | 73 014      | 100,00      |  |
| Abstentions    | Abstentions                | Abstentions    | 29 468       | 40,35        | 29 953      | 41,02       |  |
| Votants        | Votants                    | Votants        | 43 557       | 59,65        | 43 061      | 58,98       |  |
| Blancs et nuls | Blancs et nuls             | Blancs et nuls | 535          | 1,23         | 1 172       | 2,72        |  |
| Exprimés       | Exprimés                   | Exprimés       | 43 022       | 98,77        | 41 889      | 97,28       |  |

Le suppléant de Barbara Romagnan était Gérard Galliot, conseiller général du canton d'Audeux, maire de Dannemarie-sur-Crète, conservateur en chef du patrimoine de la citadelle de Besançon.

### Élections de 2017
Députée sortante : Barbara Romagnan (Parti socialiste).
|                                                                       | |                           |                           |                          |                          |
|                                                                       | | Premier tour 11 juin 2017 | Premier tour 11 juin 2017 | Second tour 18 juin 2017 | Second tour 18 juin 2017 |
|                                                                       | |                           |                           |                          |                          |
|                                                                       | | Nombre                    | % des inscrits            | Nombre                   | % des inscrits           |
| Inscrits                                                              | Inscrits | 75 269                    | 100,00                    | 75 240                   | 100,00                   |
| Abstentions                                                           | Abstentions | 38 001                    | 50,49                     | 43 352                   | 57,62                    |
| Votants                                                               | Votants | 37 268                    | 49,51                     | 31 888                   | 42,38                    |
|                                                                       | |                           | % des votants             |                          | % des votants            |
| Bulletins blancs                                                      | Bulletins blancs                                                                                                | 442                       | 1,19                      | 2 494                    | 7,82                     |
| Bulletins nuls                                                        | Bulletins nuls                                                                                                  | 323                       | 0,87                      | 1 082                    | 3,39                     |
| Suffrages exprimés                                                    | Suffrages exprimés                                                                                              | 36 503                    | 97,95                     | 28 312                   | 88,79                    |
|                                                                       | |                           |                           |                          |                          |
| Candidat Étiquette politique (partis et alliances)                    | Candidat Étiquette politique (partis et alliances)                                                              | Voix                      | % des exprimés            | Voix                     | % des exprimés           |
|                                                                       | |                           |                           |                          |                          |
|                                                                       | Fannette Charvier La République en marche                                                                       | 10 902                    | 29,87                     | 15 143                   | 53,49                    |
|                                                                       | Barbara Romagnan (députée sortante) Parti socialiste (Europe Écologie Les Verts - Parti communiste français)    | 5 854                     | 16,04                     | 13 169                   | 46,51                    |
|                                                                       | Françoise Branget Les Républicains (Union des démocrates et indépendants - Chasse, pêche, nature et traditions) | 5 170                     | 14,16                     |                          |                          |
|                                                                       | Anna Romano Front national                                                                                      | 4 564                     | 12,50                     |                          |                          |
|                                                                       | Habiba Delacour La France insoumise                                                                             | 4 238                     | 11,61                     |                          |                          |
|                                                                       | Laurent Croizier MoDem diss.                                                                                    | 1 964                     | 5,38                      |                          |                          |
|                                                                       | Pascal Routhier Divers droite                                                                                   | 1 940                     | 5,31                      |                          |                          |
|                                                                       | Claudine François-Wilser Mouvement écologiste indépendant (Confédération pour l'homme, l'animal et la planète)  | 546                       | 1,50                      |                          |                          |
|                                                                       | Alain Robert Écologiste (Mouvement 100 %)                                                                       | 399                       | 1,09                      |                          |                          |
|                                                                       | Kevin Meillet Parti animaliste                                                                                  | 363                       | 0,99                      |                          |                          |
|                                                                       | Nicole Friess Lutte ouvrière                                                                                    | 301                       | 0,82                      |                          |                          |
|                                                                       | Emmanuel Guerrin Union populaire républicaine                                                                   | 262                       | 0,72                      |                          |                          |
| Source : Ministère de l'Intérieur - Première circonscription du Doubs | |                           |                           |                          |                          |

Le suppléant de Fannette Charvier était Arnaud Grosperrin, professeur, maire de Roset-Fluans.

### Élections de 2022
Les élections législatives françaises de 2022 se déroulent les dimanches 12 et 19 juin 2022.
|                                                    |                                                        |                           |                           |                          |                          |
|                                                    |                                                        | Premier tour 12 juin 2022 | Premier tour 12 juin 2022 | Second tour 19 juin 2022 | Second tour 19 juin 2022 |
|                                                    |                                                        |                           |                           |                          |                          |
|                                                    |                                                        | Nombre                    | % des inscrits            | Nombre                   | % des inscrits           |
| Inscrits                                           | Inscrits                                               | 76 204                    | 100                       | 76 211                   | 100                      |
| Abstentions                                        | Abstentions                                            | 38 419                    | 50,42                     | 39 382                   | 51,67                    |
| Votants                                            | Votants                                                | 37 785                    | 49,58                     | 36 829                   | 48,33                    |
|                                                    |                                                        |                           | % des votants             |                          | % des votants            |
| Bulletins blancs                                   | Bulletins blancs                                       | 513                       | 1,36                      | 2 231                    | 6,06                     |
| Bulletins nuls                                     | Bulletins nuls                                         | 256                       | 0,68                      | 935                      | 2,54                     |
| Suffrages exprimés                                 | Suffrages exprimés                                     | 37 016                    | 97,96                     | 33 663                   | 91,40                    |
|                                                    |                                                        |                           |                           |                          |                          |
| Candidat Étiquette politique (partis et alliances) | Candidat Étiquette politique (partis et alliances)     | Voix                      | % des exprimés            | Voix                     | % des exprimés           |
|                                                    |                                                        |                           |                           |                          |                          |
|                                                    | Séverine Vezies La France insoumise (NUPES)            | 11 022                    | 29,78                     | 16 198                   | 48,12                    |
|                                                    | Laurent Croizier Mouvement démocrate                   | 9 901                     | 26,75                     | 17 465                   | 51,88                    |
|                                                    | Thomas Lutz Rassemblement national                     | 6 597                     | 17,82                     |                          |                          |
|                                                    | Michel Viénet Les Républicains                         | 4 075                     | 11,01                     |                          |                          |
|                                                    | Fabrice Galpin Reconquête                              | 1 608                     | 4,34                      |                          |                          |
|                                                    | Salima Inezarène Parti radical de gauche               | 1 442                     | 3,90                      |                          |                          |
|                                                    | Marielle Pernin Parti animaliste                       | 1 062                     | 2,87                      |                          |                          |
|                                                    | Candice Mallol Écologiste                              | 451                       | 1,22                      |                          |                          |
|                                                    | Nicole Friess Lutte ouvrière                           | 414                       | 1,12                      |                          |                          |
|                                                    | Pauline Tournier Divers                                | 321                       | 0,87                      |                          |                          |
|                                                    | Doïna Courbaron Parti ouvrier indépendant démocratique | 121                       | 0,33                      |                          |                          |
|                                                    | Célia Keck Régionaliste                                | 2                         | 0,01                      |                          |                          |

La suppléante de Laurent Croizier était Laurence Cornier, cadre supérieure de santé, adjointe au maire de Saint-Vit.

### Élections de 2024
| Résultats des élections législatives des 30 juin et 7 juillet 2024 de la 1re circonscription de lu Doubs |                          |                          |                          |              |              |             |             |
| Candidat                                                                                                 | Candidat                 | Parti et coalition       | Nuance                   | Premier tour | Premier tour | Second tour | Second tour |
| Candidat                                                                                                 | Candidat                 | Parti et coalition       | Nuance                   | Voix         | %            | Voix        | %           |
| | Laurent Croizier         | MoDem (ENS)              | ENS                      | 17 475       | 33,52        | 19 324      | 36,18       |
| | Séverine Veziès          | LFI (NFP)                | UG                       | 16 555       | 31,76        | 16 830      | 31,51       |
| | Thomas Lutz              | RN                       | RN                       | 16 264       | 31,20        | 17 261      | 32,31       |
| | Marielle Pernin          | EAC                      | ECO                      | 923          | 1,77         |             |             |
| | Nicole Friess            | LO                       | EXG                      | 780          | 1,50         |             |             |
| | Alain Ruch               | NPA-R                    | EXG                      | 133          | 0,26         |             |             |
| | Elisa Moré               | UL (R&PS)                | REG                      | 2            | <0.01        |             |             |
| |                          |                          |                          |              |              |             |             |
| Votes valides                                                                                            | Votes valides            | Votes valides            | Votes valides            | 52 132       | 97,19        |             |             |
| Votes blancs                                                                                             | Votes blancs             | Votes blancs             | Votes blancs             | 1 096        | 2,04         |             |             |
| Votes nuls                                                                                               | Votes nuls               | Votes nuls               | Votes nuls               | 414          | 0,77         |             |             |
| Total | Total                    | Total                    | Total                    | 53 642       | 100          |             | 100         |
| Abstention                                                                                               | Abstention               | Abstention               | Abstention               | 22 151       | 29,23        |             |             |
| Inscrits / participation                                                                                 | Inscrits / participation | Inscrits / participation | Inscrits / participation | 75 793       | 70,77        |             |             |

Le suppléant de Laurent Croizier est Jean-Paul Michaud, artisan, maire de Thoraise.

#### Département du Doubs
- La fiche de l'INSEE de cette circonscription : « Tableaux et Analyses de la première circonscription du Doubs », sur insee.fr, site de l'Institut national de la statistique et des études économiques (consulté le 9 octobre 2007) [PDF]
- « Tous les députés du département du Doubs depuis 1789 » [archive du 28 septembre 2007], sur assemblee-nationale.fr, site de l'Assemblée nationale française (consulté le 9 octobre 2007)
- « Informations contentieuses sur le département du Doubs (Élections législatives de 2002) »(Archive.org • Wikiwix • Archive.is • Google • Que faire ?), sur conseil-constitutionnel.fr, site du Conseil constitutionnel (consulté le 9 octobre 2007)

#### Circonscriptions en France
- « Carte des circonscriptions législatives en France », sur assemblee-nationale.fr, site de l'Assemblée nationale française (consulté le 9 octobre 2007)
- « Résultats électoraux officiels en France »(Archive.org • Wikiwix • Archive.is • Google • Que faire ?), sur interieur.gouv.fr, site du ministère de l'Intérieur (France) (consulté le 9 octobre 2007)
- Description et Atlas des circonscriptions électorales de France sur http://www.atlaspol.com, Atlaspol, site de cartographie géopolitique, consulté le 9 octobre 2007.